# Shijimiaeoides patrocles
Shijimiaeoides patrocles är en fjärilsart som beskrevs av Arthur Francis Hemming 1931. Shijimiaeoides patrocles ingår i släktet Shijimiaeoides och familjen juvelvingar. Inga underarter finns listade i Catalogue of Life.